# Ava DuVernay
Ava Marie DuVernay, född 24 augusti 1972 i Long Beach i Kalifornien, är en amerikansk filmregissör, manusförfattare och filmproducent.
2012 utsågs hon till Bästa regissör vid Sundance Film Festival för långfilmen Middle of Nowhere. 2014 hade hennes tredje långfilm Selma premiär. Filmen handlar om Martin Luther King och medborgarrättsrörelsen och har David Oyelowo i huvudrollen. Filmen nominerades bland annat till Bästa film vid Oscarsgalan 2015. Hennes dokumentärfilm Det 13:e tillägget från 2016 nominerades i kategorin Bästa dokumentär vid Oscarsgalan 2017.
År 2018 regisserade hon science fantasy-filmen Ett veck i tiden med bland andra Reese Witherspoon och Oprah Winfrey i rollerna. Filmen bygger på romanen med samma namn skriven av Madeleine L'Engle 1962. Filmen hade en budget på över 100 miljoner dollar vilket gjorde DuVernay till den första afroamerikanska kvinnan att regissera en spelfilm i den storleksordningen.

## Filmografi i urval
- 2010 – I Will Follow
- 2012 – Middle of Nowhere
- 2014 – Selma
- 2016 – Det 13:e tillägget
- 2016–2018 – Queen Sugar (TV-serie)
- 2018 – Ett veck i tiden
- 2023 – Origin